# كيفن وونغ
كيفن وونغ (بالإنجليزية: Kevin Wong)‏ (12 سبتمبر 1972 في الولايات المتحدة - ) هو لاعب كرة طائرة الولايات المتحدة. شارك في الألعاب الأولمبية الصيفية 2000.

## وصلات خارجية
- كيفن وونغ على موقع الاتحاد الدولي beach volleyball database (الإنجليزية)
- كيفن وونغ على موقع قاعدة بيانات الكرة الطائرة الشاطئية (الإنجليزية)
- كيفن وونغ على موقع أوليمبيديا (الإنجليزية)
- كيفن وونغ على موقع اللجنة الأولمبية والبارالمبية الأمريكية (الإنجليزية)